# 우국노인회
우국노인회(憂國老人會, Patriotic Old Men's Association)는 대한민국의 사회단체다.

## 약력
1946년 1월 10일 60세 이상 노인들의 발기로 조직됐다. 모스크바 3상 회의 결정 발표 이후 반탁을 목적으로 만들어진 조직이었다. 초대 회장은 이병관이었고, 부회장은 김상호, 권혁채, 김중세, 서광전, 이석구 등 5명이었다. 반탁운동의 총본산이 된 비상국민회의에 참가할 61개 단체의 하나로 지목됐고, 우익 진영의 3.1운동 기념 전국대회 참가 단체이기도 했다.  임시정부 요인 조성환은 총재, 이시영은 부총재를 지낸 적이 있다.

## 독도 청원
1948년 8월 5일 더글러스 맥아더에게 독섬(독도), 울릉도, 대마도, 파랑도가 한국령이므로 한국 영토로 귀속되어야 한다고 주장하는 청원서를 보냈다. 청원서의 작성자는 최남선이었다. 당시 총재는 임시정부 요인 조성환이었다.